# Dókia
Dókia (románul Dochia) falu Romániában, Moldvában, Neamț megyében.

## Fekvése
Karácsonkőtől keletre fekvő település.

## Története
Dókia nevét a 19. század végétől említették az oklevelekben.
A falut 1864-ben alapították, a fennmaradt adatok szerint. 1878-ban rumén lakosairól maradtak feljegyzések akik itt földet szereztek, valószínű, hogy a magyarok is akkortájt telepedtek meg itt.
A falu lakosságának egy része katolikus és az északi-csángó nyelvjárást beszélte. Ma már csak néhány öreg ért magyarul.